# Anthyllis webbiana
Anthyllis webbiana är en ärtväxtart som beskrevs av William Jackson Hooker. Anthyllis webbiana ingår i släktet getväpplingar, och familjen ärtväxter. Inga underarter finns listade i Catalogue of Life.